# کوستا پیلایامکی
کوستا پیلایامکی (به فنلاندی: Kustaa Pihlajamäki) (زادهٔ ۷ آوریل ۱۹۰۲ - درگذشتهٔ ۱۰ فوریه ۱۹۴۴) کشتی‌گیر کشور فنلاند بود.
پیلایامکی برنده ۳ مدال المپیک ۱۹۲۴ پاریس ، ۱۹۲۸ آمستردام ، ۱۹۳۶ برلین می‌باشد. او کشتی‌گیر هر دو رشته آزاد و فرنگی بود. این کشتی‌گیر در المپیک ۱۹۳۲ لس‌آنجلس نیز شرکت داشت که به عنوان پنجمی دست یافت. در آن المپیک پیلایامکی در وزن ۶۶ کیلوگرم شرکت داشت که پس از ناکامی در آن وزن دوباره به وزن خود یعنی ۶۱ کیلوگرم برگشت.

## درگذشت
پیلایامکی از سال ۱۹۲۵ تا ۱۹۴۴ به عنوان پلیس در هلسینکی کار می‌کرد. او در شب ۶ و ۷ فوریه ۱۹۴۴ در جریان بمباران پایتخت فنلاند توسط نیروی هوایی شوروی، مجروح شد و در ۱۰ فوریه ۱۹۴۴ بر اثر التهاب صفاق درگذشت. مجسمه‌ای به افتخار او در سال ۱۹۵۶ در هلسینکی نصب شد و در سال ۲۰۰۵ او اولین کشتی گیر فنلاندی بود که به تالار مشاهیر بین‌المللی کشتی FILA راه یافت. برادران او «آروی» و «پااوو» نیز قهرمانان ملی کشتی بودند و پسر عمویش «هرمانی» نیز قهرمان المپیک بود.